# Monte Pelée
Monte Pelée (em francês, La Pelée ou montaigne Pelée: "montanha pelada") é um vulcão situado no norte da  Martinica, integrado no arco vulcânico das Antilhas Menores. É mais conhecido pela erupção de 1902, uma das mais devastadoras de que se tem conhecimento, tendo causado a morte de entre 30 000 a 40 000 pessoas e a destruição total da cidade de Saint-Pierre, situada no sopé da montanha. Praticamente todos em St. Pierre morreram. O único sobrevivente foi um jovem prisioneiro numa masmorra no porão da prisão.
Historicamente, a primeira erupção vulcânica registrada na montanha Pelée ocorreu por volta do ano 300 e provocou a interrupção do povoamento pré-colombiano da Martinica. O evento de 1902 foi um marco nos estudos vulcânicos. Tratava-se de um novo tipo de erupção, designada desde então como "peleana". Pela idade geológica do Monte Pelée, é possível que ainda ocorram outras erupções de iguais proporções.[carece de fontes?]

## A erupção de 1902

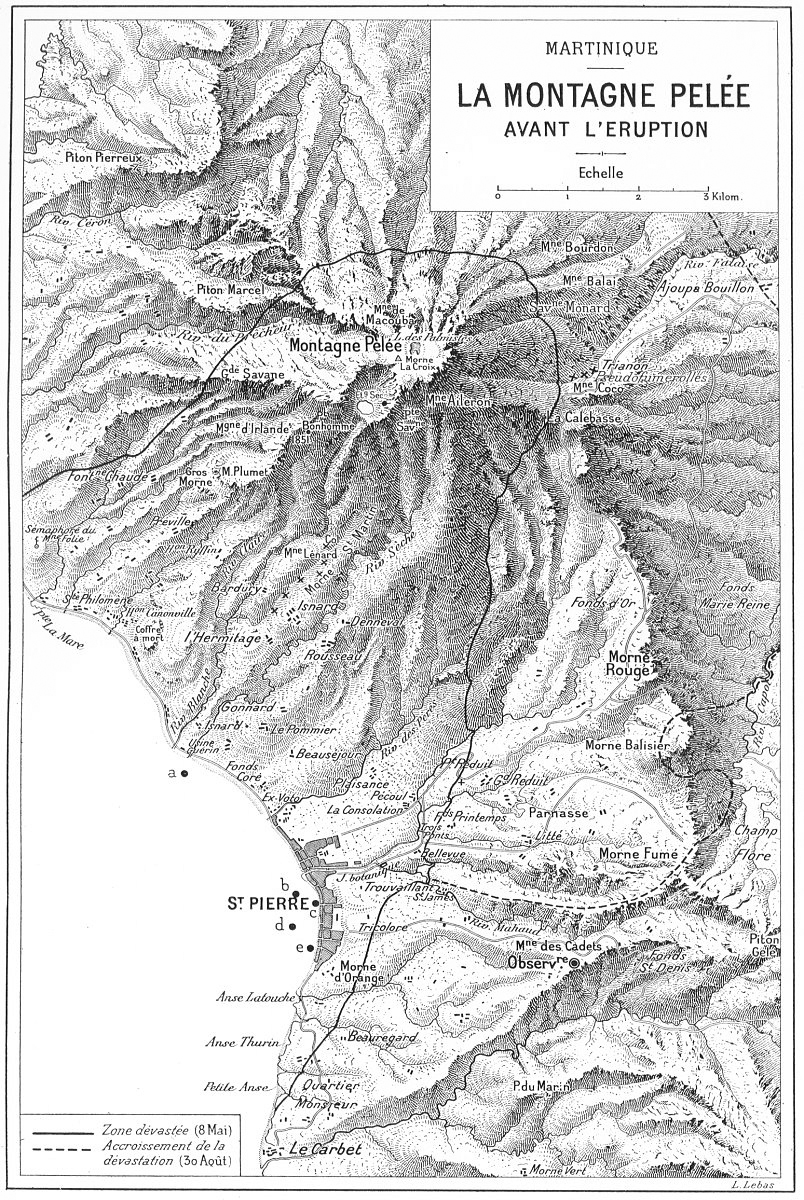
Mapa (datado de 1904) da região afetada pela erupção do monte Pelée em 1902.

Em 8 de maio de 1902 uma nuvem ardente se desprendeu do alto do vulcão e destruiu inteiramente a cidade de Saint-Pierre, provocando a morte de entre 30 000 a 40 000 pessoas.  O fluxo piroclástico, uma cinza vulcânica com cerca de 300 °C, cobriu 20 km ao longo de toda cidade de Saint Pierre, seguida pela lava, de aproximados 1000 °C. O efeito do fluxo piroclástico é tão devastador que em três minutos exterminou aquele povoado, derreteu casas, prédios. Pessoas foram encontradas queimadas, contorcidas, explodidas.

Em verdade, desde janeiro, quatro meses antes da erupção, La Pelée começou a mostrar um aumento abrupto na atividade de fumarolas, mas os habitantes mostraram pouca preocupação. Isso mudou, no entanto, em 23 de abril, quando começaram as explosões menores na cúpula do vulcão. Nos dias subsequentes, Saint-Pierre foi atingida por tremores de terra, coberta por uma chuva de cinzas e envolta em uma nuvem espessa e asfixiante de gás sulfuroso. As condições ambientais se deterioraram ainda mais quando a cidade e as aldeias periféricas foram invadidas por insetos e cobras  que desciam pelas encostas do Monte Pelée, fugindo da tempestade de cinzas e dos tremores. Cerca de 50 pessoas, a maioria crianças, morreram de picadas por cobras, juntamente com cerca de 200 animais. Quando as erupções se intensificaram, as águas do lago situado na cratera do vulcão, denominado Étang Sec, começaram a  ferver. Em 5 de maio, a borda da cratera cedeu, e uma torrente de água escaldante desceu em cascata pelo rio Blanche. A água quente misturada a detritos piroclásticos gerou uma enorme avalanche (lahar), que descia a uma velocidade de aproximadamente 100 quilômetros por hora. Essa enxurrada de lama vulcânica soterrava tudo em seu caminho. Invadiu uma destilaria de rum, perto da foz do rio, ao norte de Saint-Pierre,  matando 23 trabalhadores. O lahar chegou ao mar, gerando um tsunami de três metros de altura que inundou as áreas baixas, à beira-mar. Nesse dia, o governador Luís Mouttet recebeu um relatório de uma comissão de líderes cívicos que escalou o vulcão para avaliar o perigo. O único cientista do grupo era um professor da escola secundária local. O relatório afirmava que "não há nada na atividade do Monte Pelée" que pudesse levar a população a deixar a cidade e concluía que "a segurança de Saint-Pierre está completamente garantida". O relatório aliviou os temores e deu esperança aos funcionários municipais que estavam particularmente preocupados que os eleitores permanecem na cidade para votar durante a eleição que seria realizada em 11 de maio. As únicas pessoas com dinheiro suficiente para sair da ilha foram os ricos, quase todos pertencentes ao Partido Progressista do governador Mouttet. Mouttet convenceu o editor conservador do jornal Les Colonies a minimizar o risco representado pelo vulcão e a liderar o esforço para encorajar as pessoas a permanecerem na cidade. Ainda assim, alguns moradores deixaram a cidade de Fort-de-France. Isso levou o governador Mouttet a enviar tropas para patrulhar a estrada para Fort-de-France, com ordens para fazer retornar aqueles que tentavam sair. Com base nos tranquilizadores artigos publicados por Les Colonies, muitas pessoas do meio rural reuniram-se em Saint-Pierre, pensando que fosse o lugar mais seguro. A população aumentou, chegando a cerca de 28 000 pessoas. Quase todas pereceriam na erupção de 8 de maio. Esse dia era feriado em Saint-Pierre -  festa da Ascensão -, o que também incentivou mais pessoas a irem para a cidade.

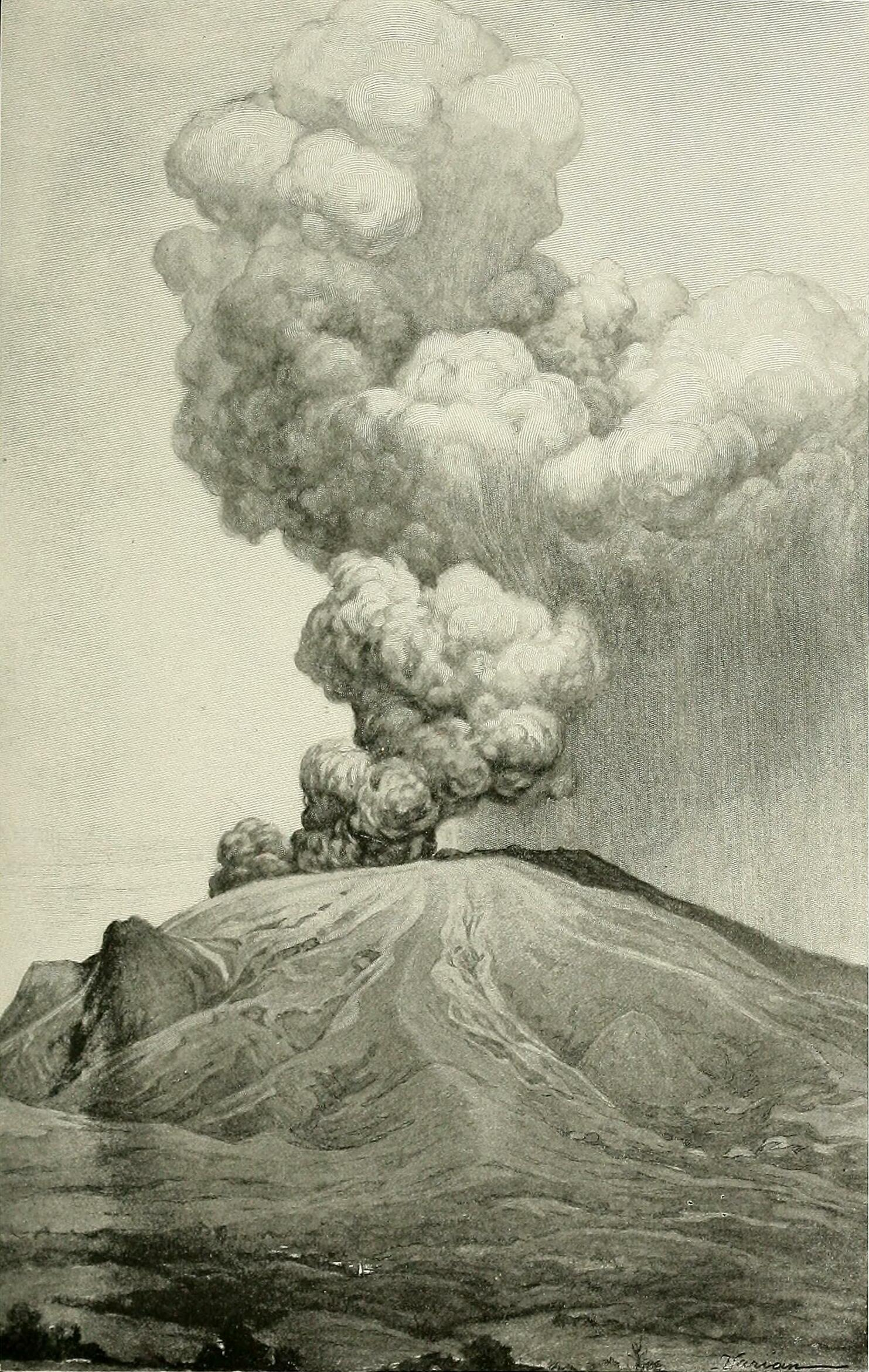
27 de maio de 1902

Houve dois sobreviventes: Louis-Auguste Cyparis, um prisioneiro que se encontrava em uma cela solitária, cujas paredes espessas funcionaram como uma proteção, e Léon Compère-Léandre, um sapateiro que vivia na periferia da cidade. Outras fontes citam também uma menina, Havivra Da Ifrile.
A última erupção do Pelée decorreu entre 1929 e 1932.
Atualmente, Saint-Pierre, conta com apenas 5 000 habitantes.  Antes da erupção, era a capital comercial da Martinica. O famoso monte é monitorado regularmente. No museu da cidade ainda podem-se encontrar vários objetos que foram completamente deformados pelo efeito. Em março de 2010, quando a Martinica foi atingida por uma grande seca, um incêndio irrompeu na face sudoeste da montanha Pelée e consomiu, durante mais de cinco dias, o cume do vulcão.

## Biodiversidade
A rã-do-vulcão-da-martinica, Allobates chalcopis, é endémica do Monte Pelée, e a única espécie da sua família (Aromobatidae) que é endémica de uma ilha oceânica.